# Cyrtopogon marginalis
Cyrtopogon marginalis är en tvåvingeart som beskrevs av Friedrich Hermann Loew 1866. Cyrtopogon marginalis ingår i släktet Cyrtopogon och familjen rovflugor. Inga underarter finns listade i Catalogue of Life.